# Taula de potencials estàndards de reducció
El potencial de reducció s'utilitza per determinar el potencial electroquímic o el potencial d'un elèctrode d'una cel·la electroquímica o d'una cel·la galvànica.
Aquests potencials de reducció venen donats en volts respecte d'un elèctrode estàndard d'hidrògen. Els valors dels potencials estàndards de reducció que es presenten a la taula han estat presos a una temperatura de 298 K, una pressió de 100 KPa i en una solució aquosa amb una concentració d'1 mol.
| Mitja reacció                                   | Eo (V) |
| ----------------------------------------------- | ------ |
| Li+(aq) + e− → Li(s)                            | −3.05  |
| Rb+(aq) + e− → Rb(s)                            | −2.98  |
| K+(aq) + e− → K(s)                              | −2.93  |
| Cs+(aq) + e− → Cs(s)                            | −2.92  |
| Ba2+(aq) + 2e− → Ba(s)                          | −2.91  |
| Sr2+(aq) + 2e− → Sr(s)                          | −2.89  |
| Ca2+(aq) + 2e− → Ca(s)                          | −2.76  |
| Na+(aq) + e− → Na(s)                            | −2.71  |
| Mg2+(aq) + 2e− → Mg(s)                          | −2.38  |
| H₂ + 2e− → 2H−                                  | −2.25  |
| Be2+(aq) + 2e− → Be(s)                          | −1.85  |
| Al3+(aq) + 3e− → Al(s)                          | −1.68  |
| Ti2+(aq) + 2e− → Ti(s)                          | −1.63  |
| TiO(s) + 2H+ + 2e− → Ti(s) + H₂O                | −1.31  |
| Ti₂O₃(s) + 2H+ + 2e− → 2TiO(s) + H₂O            | −1.23  |
| Ti3+(aq) + 3e− → Ti(s)                          | −1.21  |
| Mn2+(aq) + 2e− → Mn(s)                          | −1.18  |
| V2+(aq) + 2e− → V(s)                            | −1.13  |
| Sn(s) + 4H+ + 4e− → SnH₄(g)                     | −1.07  |
| SiO₂(s) + 4H+ + 4e− → Si(s) + 2H₂O              | −0.91  |
| B(OH)₃(aq) + 3H+ + 3e− → B(s) + 3H₂O            | −0.89  |
| TiO2+(aq) + 2H+ + 4e− → Ti(s) + H₂O             | −0.86  |
| 2 H₂O(l) + 2e– → H₂(g) + 2 OH–(aq)              | −0.83  |
| Zn2+(aq) + 2e− → Zn(s)                          | −0.76  |
| Cr3+(aq) + 3e− → Cr(s)                          | −0.74  |
| Au(CN)₂–(aq) + e– → Au(s) +2 CN–(aq)            | −0.60  |
| 2TiO₂(s) + 2H+ + 2e− → Ti₂O₃(s) + H₂O           | −0.56  |
| Ga3+(aq) + 3e− → Ga(s)                          | −0.53  |
| H₃PO₂(aq) + H+ + e− → P(s) + 2H₂O               | −0.51  |
| H₃PO₃(aq) + 3H+ + 3e− → P(s) + 3H₂O             | −0.50  |
| H₃PO₃(aq) + 2H+ + 2e− → H₃PO₂(aq) + H₂O         | −0.50  |
| Fe2+(aq) + 2e− → Fe(s)                          | −0.44  |
| 2CO₂(g) + 2H+(aq) + 2e– → HOOCCOOH(aq)          | −0.43  |
| Cr3+(aq) + e− → Cr2+(aq)                        | −0.42  |
| 2H+ + 2e− → H₂                                  | −0.41  |
| Cd2+(aq) + 2e− → Cd(s)                          | −0.40  |
| PbSO₄(s) + 2e– → Pb(s) +SO₄2-(aq)               | −0.36  |
| GeO₂(s) + 2H+ + 2e− → GeO(s) + H₂O              | −0.37  |
| In3+(aq) + 3e− → In(s)                          | −0.34  |
| Tl+(aq) + e− → Tl(s)                            | −0.34  |
| Ge(s) + 4H+ + 4e− → GeH₄(g)                     | −0.29  |
| Co2+(aq) + 2e → Co(s)                           | −0.28  |
| H₃PO₄(aq) + 2H+ + 2e− → H₃PO₃(aq) + H₂O         | −0.28  |
| V3+(aq) + e− → V2+(aq)                          | −0.26  |
| Ni2+(aq) + 2e− → Ni(s)                          | −0.25  |
| As(s) + 3H+ + 3e− → AsH₃(g)                     | −0.23  |
| MoO₂(s) + 4H+ + 4e− → Mo(s) + 2H₂O              | −0.15  |
| Si(s) + 4H+ + 4e− → SiH₄(g)                     | −0.14  |
| Sn2+(aq) + 2e− → Sn(s)                          | −0.13  |
| O₂(g) + H+ + e− → HO₂•(aq)                      | −0.13  |
| Pb2+(aq) + 2e− → Pb(s)                          | −0.13  |
| WO₂(s) + 4H+ + 4e− → W(s)                       | −0.12  |
| CO₂(g) + 2H+ + 2e− → HCOOH(aq)                  | −0.11  |
| Se(s) + 2H+ + 2e− → H₂Se(g)                     | −0.11  |
| CO₂(g) + 2H+ + 2e− → CO(g) + H₂O                | −0.11  |
| SnO(s) + 2H+ + 2e− → Sn(s) + H₂O                | −0.10  |
| SnO₂(s) + 2H+ + 2e− → SnO(s) + H₂O              | −0.09  |
| WO₃(aq) + 6H+ + 6e− → W(s)                      | −0.09  |
| P(s) + 3H+ + 3e− → PH₃(g)                       | −0.06  |
| HCOOH(aq) + 2H+ + 2e− → HCHO(aq) + H₂O          | −0.03  |
| 2H+(aq) + 2e− → H₂(g)                           | 0.00   |
| H₂MoO₄(aq) + 6H+ + 6e− → Mo(s) + 4H₂O           | +0.11  |
| Ge4+(aq) + 4e− → Ge(s)                          | +0.12  |
| C(s) + 4H+ + 4e− → CH₄(g)                       | +0.13  |
| HCHO(aq) + 2H+ + 2e− → CH₃OH(aq)                | +0.13  |
| S(s) + 2H+ + 2e− → H₂S(g)                       | +0.14  |
| Sn4+(aq) + 2e− → Sn2+(aq)                       | +0.15  |
| Cu2+(aq) + e− → Cu+(aq)                         | +0.16  |
| HSO₄−(aq) + 3H+ + 2e− → 2H₂O(l) + SO₂(aq)       | +0.16  |
| SO₄2−(aq) + 4H+ + 2e− → 2H₂O(l) + SO₂(aq)       | +0.17  |
| SbO+ + 2H+ + 3e− → Sb(s) + H₂O                  | +0.20  |
| H₃AsO₃(aq) + 3H+ + 3e− → As(s) + 3H₂O           | +0.24  |
| GeO(s) + 2H+ + 2e− → Ge(s) + H₂O                | +0.26  |
| Bi3+(aq) + 3e− → Bi(s)                          | +0.32  |
| VO2+(aq) + 2H+ + e− → V3+(aq)                   | +0.34  |
| Cu2+(aq) + 2e− → Cu(s)                          | +0.34  |
| [Fe(CN)₆]3−(aq) + e− → [Fe(CN)₆]4−(aq)          | +0.36  |
| O₂(g) + 2H₂O(l) + 4e– → 4OH–(aq)                | +0.40  |
| H₂MoO₄ + 6H+ + 3e− → Mo3+(aq)                   | +0.43  |
| CH₃OH(aq) + 2H+ + 2e− → CH₄(g) + H₂O            | +0.50  |
| SO₂(aq) + 4H+ + 4e− → S(s) + 2H₂O               | +0.50  |
| Cu+(aq) + e− → Cu(s)                            | +0.52  |
| CO(g) + 2H+ + 2e− → C(s) + H₂O                  | +0.52  |
| I₂(s) + 2e− → 2I−(aq)                           | +0.54  |
| I₃−(aq) + 2e− → 3I−(aq)                         | +0.54  |
| [AuI₄]−(aq) + 3e− → Au(s) + 4I−(aq)             | +0.56  |
| H3AsO₄(aq) + 2H+ + 2e− → H₃AsO₃(aq) + H₂O       | +0.56  |
| [AuI₂]−(aq) + e− → Au(s) + 2I−(aq)              | +0.58  |
| MnO₄–(aq) + 2H₂O(l) + 3e– → MnO₂(s) + 4 OH–(aq) | +0.59  |
| S₂O₃2− + 6H+ + 4e− → 2S(s) + 3H₂O               | +0.60  |
| H₂MoO₄(aq) + 2H+ + 2e− → MoO₂(s) + 2H₂O         | +0.65  |
| O₂(g) + 2H+ + 2e− → H₂O₂(aq)                    | +0.70  |
| Tl3+(aq) + 3e− → Tl(s)                          | +0.72  |
| H₂SeO₃(aq) + 4H+ + 4e− → Se(s) + 3H₂O           | +0.74  |
| Fe3+(aq) + e− → Fe2+(aq)                        | +0.77  |
| Hg₂2+(aq) + 2e− → 2Hg(l)                        | +0.80  |
| Ag+(aq) + e− → Ag(s)                            | +0.80  |
| NO₃–(aq) + 2H+(aq) +e– → NO₂(g) + H₂O(l)        | +0.80  |
| [AuBr₄]−(aq) + 3e− → Au(s) + 4Br−(aq)           | +0.85  |
| Hg2+(aq) + 2e− → Hg(l)                          | +0.85  |
| MnO₄−(aq) + H+ + e− → HMnO₄−(aq)                | +0.90  |
| 2Hg2+(aq) + 2e− → Hg₂2+(aq)                     | +0.91  |
| [AuCl₄]−(aq) + 3e− → Au(s) + 4Cl−(aq)           | +0.93  |
| MnO₂(s) + 4H+ + e− → Mn3+(aq) + 2H₂O            | +0.95  |
| [AuBr₂]−(aq) + e− → Au(s) + 2Br−(aq)            | +0.96  |
| Br₂(l) + 2e− → 2Br−(aq)                         | +1.07  |
| Br₂(aq) + 2e− → 2Br−(aq)                        | +1.09  |
| IO₃−(aq) + 5H+ + 4e− → HIO(aq) + 2H₂O           | +1.13  |
| [AuCl₂]−(aq) + e− → Au(s) + 2Cl−(aq)            | +1.15  |
| HSeO₄−(aq) + 3H+ + 2e− → H₂SeO₃(aq) + H₂O       | +1.15  |
| Ag₂O(s) + 2H+ + 2e− → 2Ag(s)                    | +1.17  |
| ClO₃−(aq) + 2H+ + e− → ClO₂(g) + H₂O            | +1.18  |
| ClO₂(g) + H+ + e− → HClO₂(aq)                   | +1.19  |
| 2IO₃−(aq) + 12H+ + 10e− → I₂(s) + 6H₂O          | +1.20  |
| ClO₄−(aq) + 2H+ + 2e− → ClO₃−(aq) + H₂O         | +1.20  |
| O₂(g) + 4H+ + 4e− → 2H₂O                        | +1.23  |
| MnO₂(s) + 4H+ + 2e− → Mn2+(aq) + 2H₂O           | +1.23  |
| Tl3+(aq) + 2e− → Tl+(s)                         | +1.25  |
| Cl₂(g) + 2e− → 2Cl−(aq)                         | +1.36  |
| Cr₂O₇2−(aq) + 14H+ + 6e− → 2Cr3+(aq) + 7H₂O     | +1.36  |
| CoO₂(s) + 4H+ + e− → Co3+(aq) + 2H₂O            | +1.42  |
| 2HIO(aq) + 2H+ + 2e− → I₂(s) + 2H₂O             | +1.44  |
| BrO₃−(aq) + 5H+ + 4e− → HBrO(aq) + 2H₂O         | +1.45  |
| 2BrO₃− + 12H+ + 10e− → Br₂(l) + 6H₂O            | +1.48  |
| 2ClO₃− + 12H+ + 10e− → Cl₂(g) + 6H₂O            | +1.49  |
| MnO₄−(aq) + 8H+ + 5e− → Mn2+(aq) + 4H₂O         | +1.51  |
| HO₂• + H+ + e− → H₂O₂(aq)                       | +1.51  |
| Au3+(aq) + 3e− → Au(s)                          | +1.52  |
| NiO₂(s) + 4H+ + 2e− → Ni2+(aq)                  | +1.59  |
| 2HClO(aq) + 2H+ + 2e− → Cl₂(g) + 2H₂O           | +1.63  |
| Ag₂O₃(s) + 6H+ + 4e− → 2Ag+(aq) + 3H₂O          | +1.67  |
| HClO₂(aq) + 2H+ + 2e− → HClO(aq) + H₂O          | +1.67  |
| Pb4+(aq) + 2e− → Pb2+(aq)                       | +1.69  |
| MnO₄−(aq) + 4H+ + 3e− → MnO₂(s) + 2H₂O          | +1.70  |
| H₂O₂(aq) + 2H+ + 2e− → 2H₂O                     | +1.76  |
| AgO(s) + 2H+ + e− → Ag+(aq) + H₂O               | +1.77  |
| Au+(aq) + e− → Au(s)                            | +1.83  |
| BrO₄−(aq) + 2H+ + 2e− → BrO₃−(aq) + H₂O         | +1.85  |
| Co3+(aq) + e− → Co2+(aq)                        | +1.92  |
| Ag2+(aq) + e− → Ag+(aq)                         | +1.98  |
| S₂O₈2- + 2e– → 2SO₄2-                           | +2.07  |
| HMnO₄−(aq) + 3H+ + 2e− → MnO₂(s) + 2H₂O         | +2.09  |
| F₂(g) + 2e− → 2F−(aq)                           | +2.87  |
| F₂(g) + 2H+ + 2e− → 2HF(aq)                     | +3.05  |